# Grammia speciosa
Grammia speciosa là một loài bướm đêm thuộc phân họ Arctiinae, họ Erebidae.